# Dragan Milosavljević
Dragan Milosavljević (en serbe : Драган Милосављевић), né le 11 mai 1989, à Kruševac, en République fédérative socialiste de Yougoslavie, est un joueur serbe de basket-ball. Il évolue aux postes d'arrière et d'ailier.

## Biographie
En novembre 2021, Milosavljević rejoint le Baloncesto Fuenlabrada, club espagnol évoluant en Liga ACB.

## Palmarès
- Champion de Serbie 2011, 2012, 2013, 2014
- Coupe de Serbie 2011, 2012
- Ligue adriatique 2011, 2013